# Ischnocnema gualteri
Ischnocnema gualteri es una especie de anfibio anuro de la familia Brachycephalidae.

## Distribución geográfica
Esta especie es endémica del estado de Río de Janeiro en Brasil. Habita entre los 800 y 1200 m de altitud en la Serra dos Órgãos en Teresópolis.

## Descripción
Los machos miden de 21.3 a 34.1 mm y las hembras de 33.6 a 45.7 mm.

## Etimología
Esta especie lleva el nombre en honor a Gualter Adolpho Lutz.

## Publicación original
- Lutz, 1974 : Eleutherodactylus gualteri, a new species from the Organ Mountains of Brazil. Journal of Herpetology, vol. 8, n.º 4, p. 293-295.[5]